# Jens Ferdinand Willumsen
Jens Ferdinand Willumsen (Copenhague, 1863 - Le Cannet, 1958) fue un artista danés. Es reconocido principalmente por su obra pictórica, pero también sobresalió como escultor, arquitecto, ceramista, fotógrafo, y fue un reconocido grabador. Asociado al simbolismo, al expresionismo y al grupo de los nabis, Willumsen vivió casi toda su vida en Francia. Allí entró en contacto con pintores como Odilon Redon o Paul Gauguin. También se vio influenciado por las obras de los grupos artísticos centroeuropeos Die Brücke y Der Blaue Reiter así como del pintor renacentista El Greco. Las experiencias estéticas en sus viajes por Europa, África del Norte y Estados Unidos fueron otros parámetros de su producción estética.

## Biografía
Estudió en la Academia Real de Bellas Artes de Dinamarca (Den Kongelige Danske Kunstakademi) de 1881 a 1885. A partir de ese año continuó su formación en la Asociación Independiente.
Sus pinturas naturalistas, cercanas a la estética del francés Jean-François Raffaelli, ya le habían permitido alcanzar cierta celebridad, en particular a través de óleos como La vie du lavoir (La vida en el lavadero) y Jour d'hiver à Montmartre (Día de invierno en Montmartre).

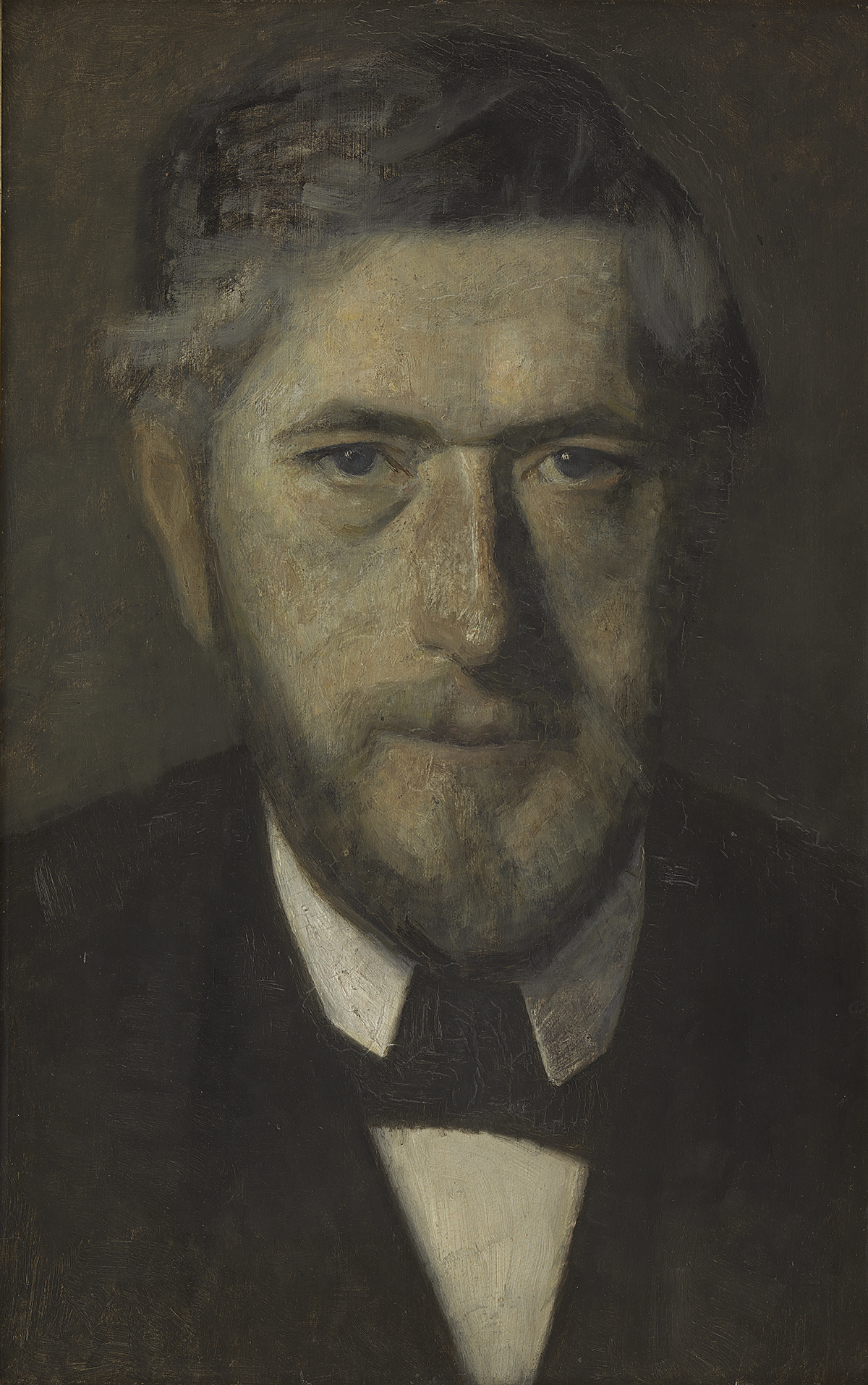
Retrado de Willumsen por Vilhelm Hammershøi de 1901, actualmente en el Statens Museum for Kunst.

En 1888, sin embargo, una exhibición de arte contemporáneo francés lo llevó a abandonar Dinamarca para dirigirse a París y España, una decisión que marcó la evolución posterior de su estética. En Bretaña en 1890 conoció a Paul Gauguin, quien le enseñó las técnicas de preparación del lienzo, a mezclar los colores, a tallar las placas de madera, y a decorarlas en policromía, familiarizándolo con la estética de Pont-Aven, marcada por los paisajes de Finisterre, lo cual se ve reflejado en óleos y esculturas de Willumsen, en particular en sus autorretratos en cerámica.
También conoció a Thomas Carlyle y a Paul Serusier, quien le presentó el grupo de los nabis, que dejará una huella profunda en su estética, siendo particularmente relevante el contacto con la obra del suizo Félix Vallotton. Bajo su influencia y la de Odilon Redon, a quien conoció el mismo año gracias a Theo van Gogh, la obra de Willumsen pasó a su segunda fase. Durante este periodo también estuvo en contacto con el cloisonismo y el sintetismo.
Su imaginación, favorecida por nuevas ideas sobre la evolución de la naturaleza, produjo impresionantes pinturas decorativas, así como sutiles relieves de madera con colores y metales aplicados. En 1893 el autor asistió asimismo a la Exposición Mundial Colombina de Chicago, durante un viaje a los Estados Unidos que también fue fundamental en su evolución artística.
Junto a Vilhelm Hammershøi y otros artistas, fue uno de los miembros del grupo Den Frie Udstilling, cuyo edificio del parque Aborre diseñó en 1898.
Desde 1913 Willumsen desarrolló una nueva paleta de colores, que se vio reforzada por sus visitas a Túnez y a España en 1914 y 1915, así como por el descubrimiento de las obras de los artistas alemanes de los grupos Die Brücke y Der Blaue Reiter. El descubrimiento de la obra de El Greco, en particular de su uso de la luz, acentúa la evolución de este período borrando los contornos en aras de una mayor expresividad.
En ese proceso accedió a una tercera y última fase, de carácter expresionista en muchos aspectos similar a la de su contemporáneo escandinavo, el noruego Eduard Munch. Las atrocidades de la Primera Guerra Mundial quedan plasmadas en sus obras de este período.
Antes de instalarse en el sur de Francia, viajó asimismo por Italia, Suiza y Noruega.

## Obra
Willumsen fue pintor, escultuor, arquitecto, ceramista, fotógrafo, y grabador. En sus obras combinó con regularidad los géneros, en particular el grabado con la pintura y la escultura, aunque también trabajó contemporáneamente en diferentes áreas y en proyectos disímiles.
Dentro de los temas recurrentes en sus obras se encuentran la naturaleza como fuerza creadora, trascendente o armoniosa, y su comunicación dinámica con los humanos. Del mismo modo, el autor toma elementos cercanos como su cuerpo o su esposa y su hijo como expresiones de sus reflexiones estéticas. Su Vaso familiar, elaborado entre 1893 y 1928, es una clara expresión de esa temática.
Dentro de sus influencias, encontramos también la del arte de culturas antiguas como las de Egipto, Asiria, Grecia, y la China.

## Legado
En 1951 se realizó un documental dedicado a su obra, dirigido por el danés Jorgen Roos.
Por su parte, el Museo J. F. Willumsen fue abierto en 1957 en la ciudad de Frederikssund, cuando el autor donó a su municipalidad una parte considerable de su obra. En 2005 el Museo abrió una nueva ala dedicada a su obra antigua, tal y como lo estipulaban los términos de la donación. En la actualidad alberga 5000 obras de Willumsen y 2000 de otros autores.
En 2006 el Museo de Orsay le dedicó una retrospectiva que incluyó la publicación de un catálogo crítico.

## Galería

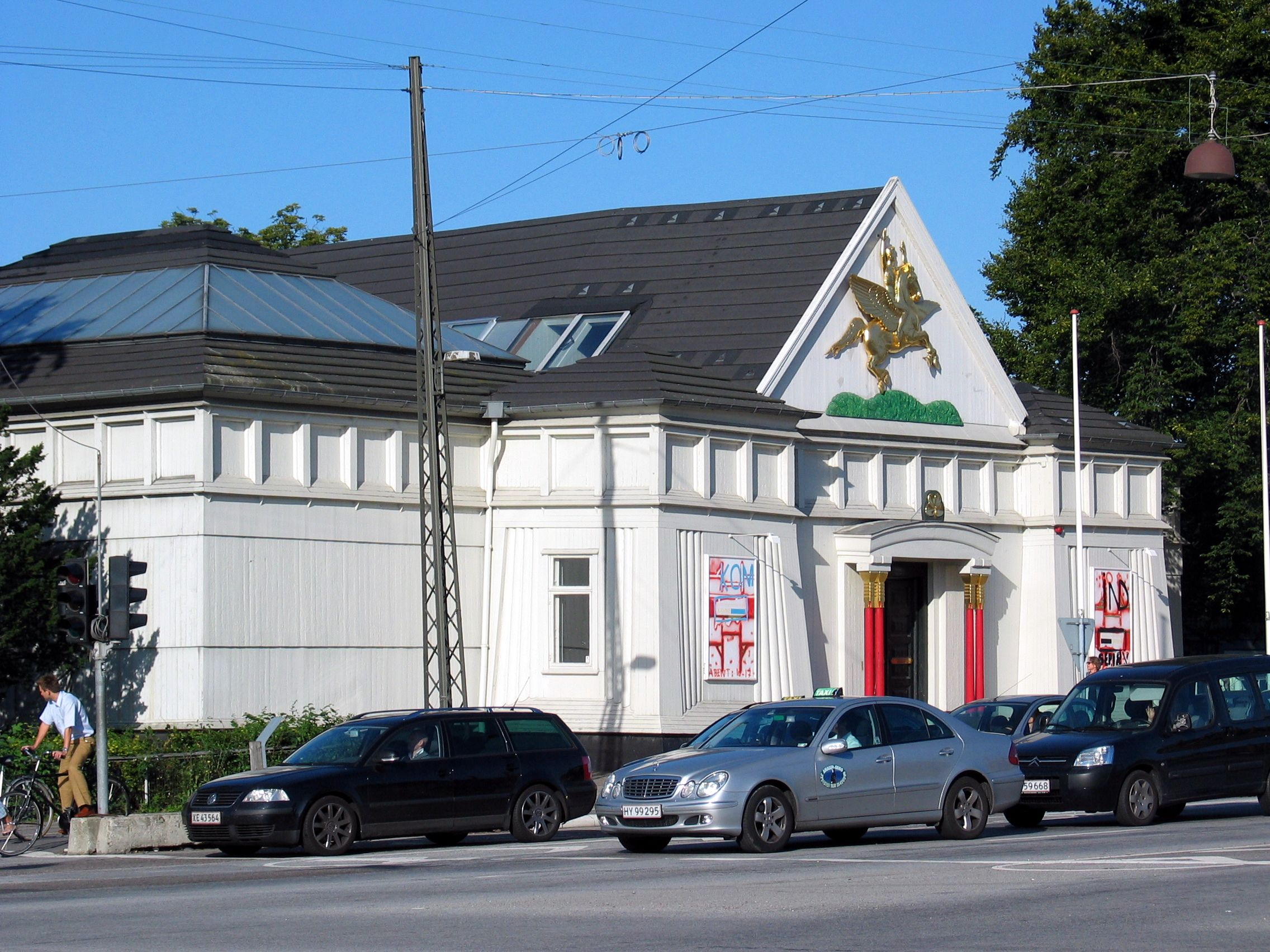
Edificio del grupo Den Frie Udstilling
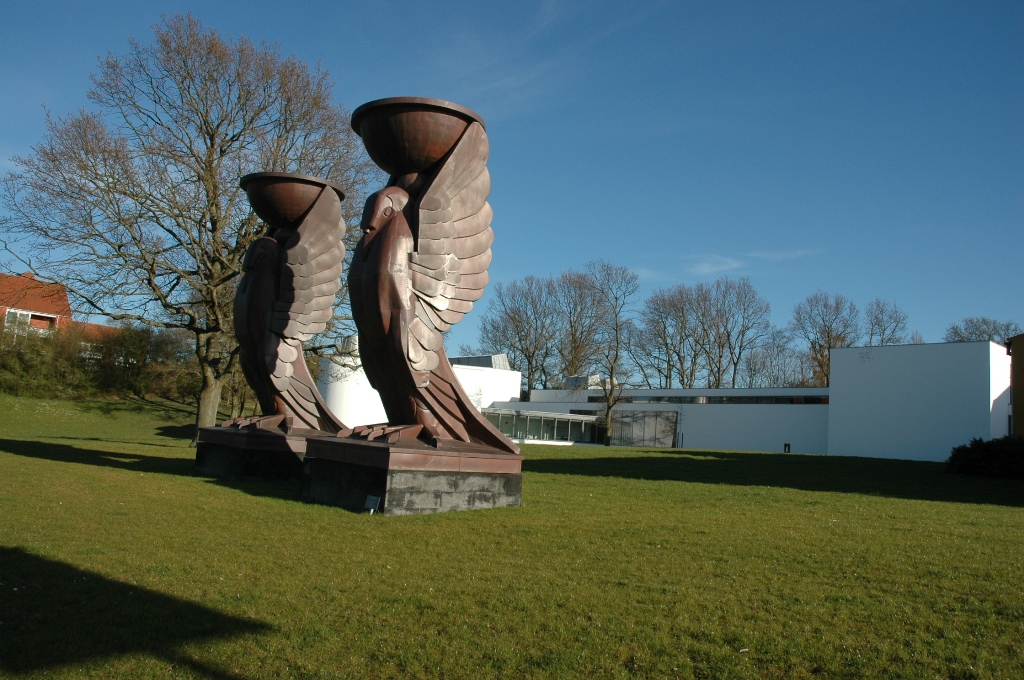
Esculturas de Willumsen
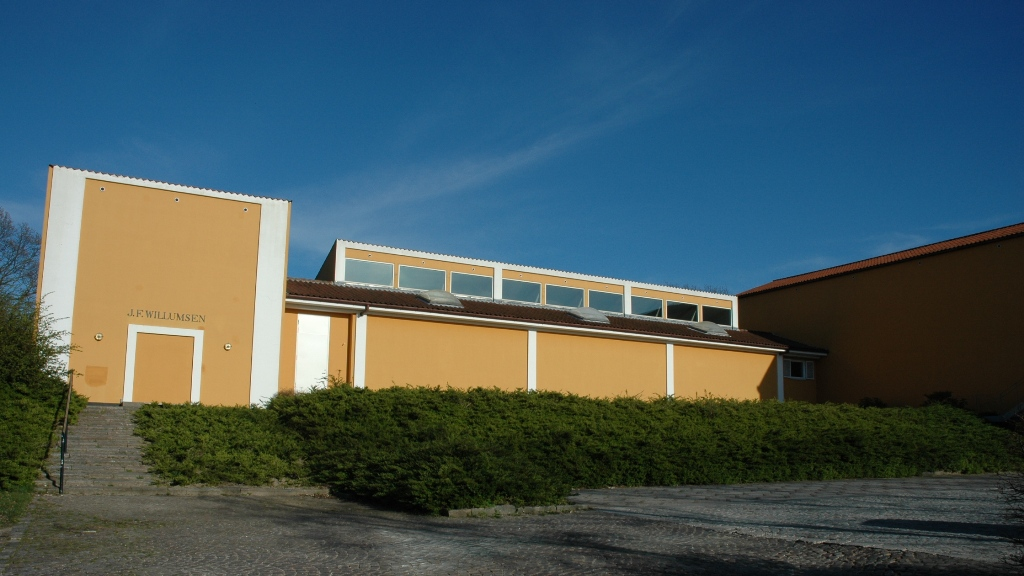
El Museo J. F. Willumsen
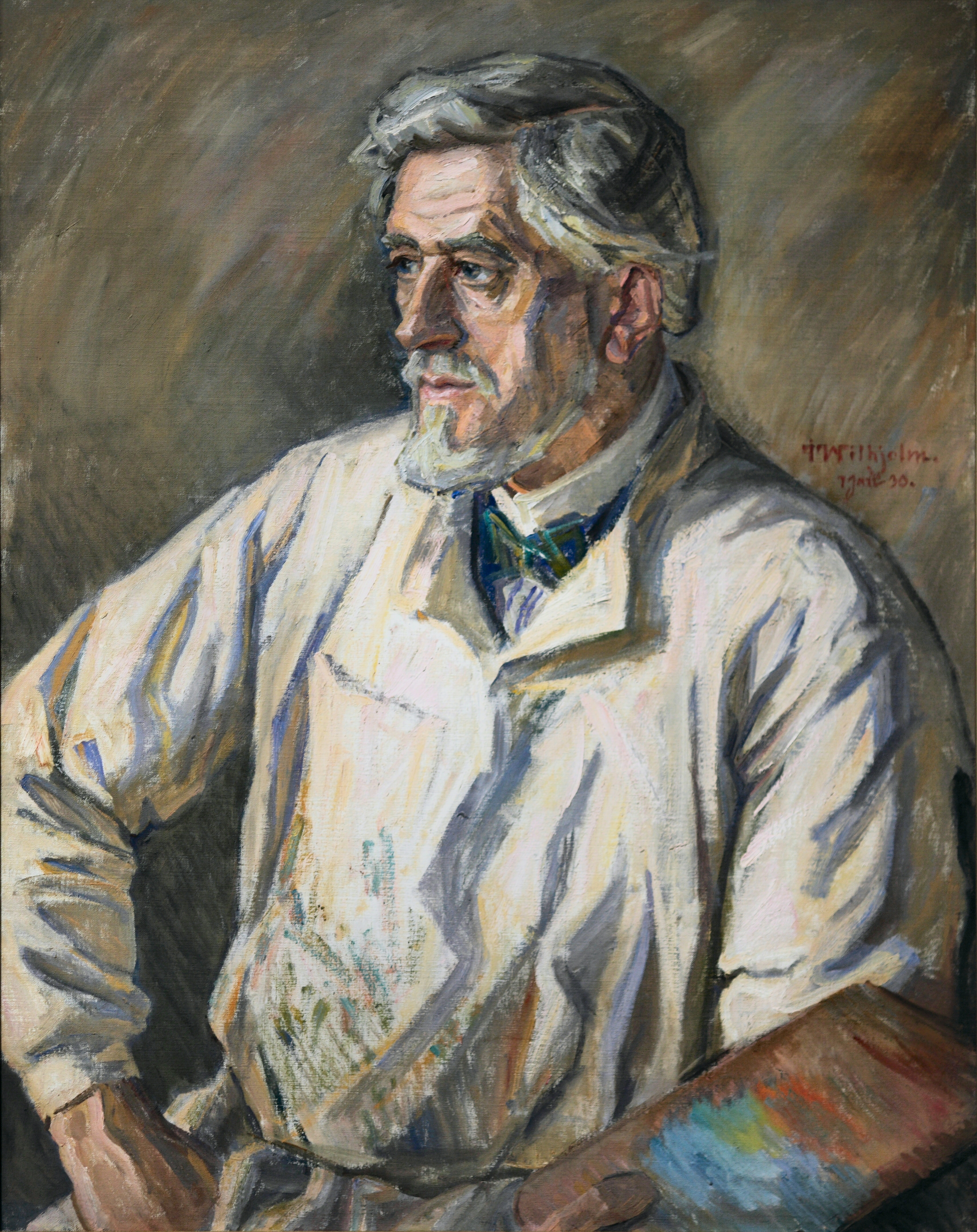
Autorretrato de 1930

## Principales obras
- Deux femmes marchant (Dos mujeres caminando) – Bretaña, 1890, Frederikssund, Willumsen Museum.
- Urne funéraire aux fleurs de pavot (Una funeraria con flores de papaver) - 1897, Frederikssund, Willumsen Museum.
- Une alpiniste (Una alpinista) - Copenhague, 1904, Academia Real de Bellas Artes de Dinamarca.
- Peur de la nature – Après la tempête (Miedo de la naturaleza - Después de la tempestad) 1916, Frederikssund, Willumsen Museum.
- Le grand relief (El gran relieve), 1893-1928, Frederikssund, Willumsen Museum.
- Trilogie de Titien mourant (Trilogía de Tiziano agonizando) 1935-1938, Frederikssund, Willumsen Museum.